# NGC 976
NGC 976 (другие обозначения — UGC 2042, MCG 3-7-27, ZWG 462.27, IRAS02311+2045, PGC 9776) — галактика в созвездии Овен.
Этот объект входит в число перечисленных в оригинальной редакции «Нового общего каталога».
В галактике вспыхнула сверхновая SN 1999dq типа Ia-p, её пиковая видимая звездная величина составила 16,3.
Галактика NGC 976 входит в состав группы галактик NGC 976. Помимо NGC 976 в группу также входят ещё 10 галактик.